# Pasibus

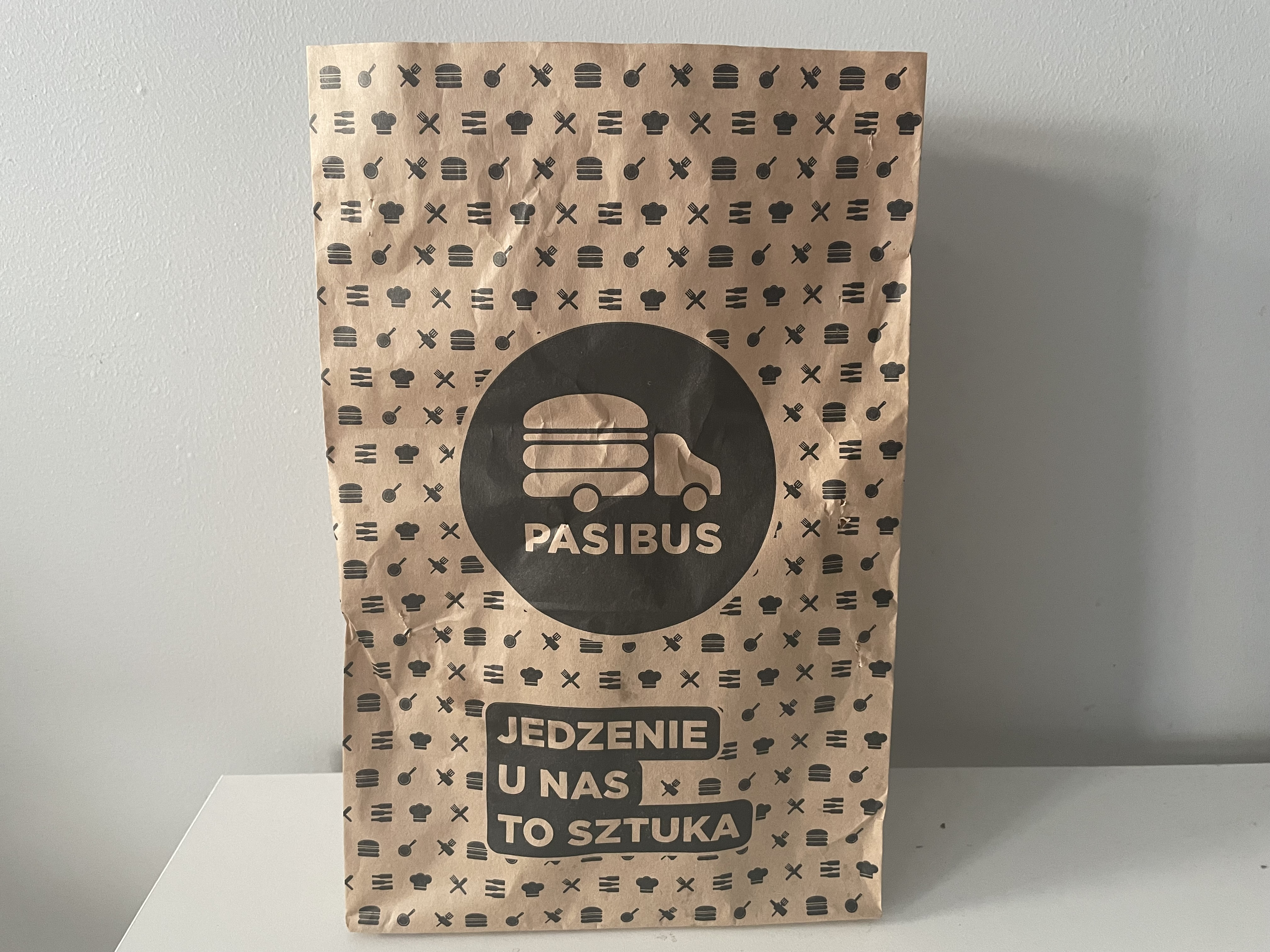
Opakowanie na wynos z logo Pasibusa

Pasibus – wrocławska marka streetfoodowa założona w 2013 roku przez Dawida Bojarojcia, Piotra Staszczyńskiego i Jana Kulisiewicza. Należąca do spółki Food for Nation firma jest właścicielem 4 food trucków i 32 lokali stacjonarnych działających w 15 miastach w Polsce, m.in. we Wrocławiu, Warszawie, Łodzi, Katowicach, Lublinie, Gdyni i Bydgoszczy.

## Historia
Receptury pierwszych burgerów tworzył Dawid Bojarojć przy wsparciu Piotra Arasymowicza. Następnie dołączyli do niego Piotr Staszczyński i Jan Kulisiewicz.
W 21 sierpnia 2013 roku zaczęto serwować pierwsze burgery z food trucka nazwanego Pasibus Dziadzio. 21 września 2014 roku dołączył do niego drugi pojazd (Pasibus Junior), a 17 maja 2015 roku trzeci (Pasiczepa). 1 maja 2016 roku flota Pasibusa zwiększyła się o kolejny, czwarty pojazd – Pasibydlak, czyli przeznaczony do obsługi imprez masowych food truck o długości 8 m.
Pierwszy stacjonarny lokal (Przystanek Pasibus) otwarto 10 lutego 2015 roku, a niedługo po tym kolejne. Od marca 2015 roku działalność rozpoczęła Zajezdnia Pasibus – centrala logistyczna we Wrocławiu, w której są przygotowywane wszystkie produkty trafiające następnie do restauracji.

## Nagrody
Firma została wyróżniona następującymi nagrodami:
- 1 miejsce na Mistrzostwach Burgerowych na PGE Narodowym w 2015 roku[8],
- Food Business Awards 2020[9],
- 30 kreatywnych Wrocławia[10].

## Oferta
Marka specjalizuje się w burgerach z mięsem wołowym. Dodatkowo, w jej ofercie znajdują się też burgery ze smażonym serem, kurczakiem w panierce, a także wegetariańskim kotletem.
1 stycznia 2015 roku marka wprowadziła do menu sezonową pozycję – tzw. Burgera Miesiąca. Marka dysponuje własnymi dostawcami (PasiDostawa), a także współpracuje z zewnętrznymi serwisami do zamawiania jedzenia online – Uber Eats, Pyszne.pl, Wolt, Glovo, Glodny.pl oraz Lunch 24. W czerwcu 2020 roku wprowadzono także menu śniadaniowe.
Firma prowadzi własny sklep internetowy z gadżetami działający pod nazwą Pasisklep.

## Miejsca na mapie
Pasibus ma stacjonarne punkty gastronomiczne zlokalizowane w 16 miastach w Polsce (stan na 2025 r.):
| Miasto      | Nazwa/Miejsce         | Data otwarcia        |
| Wrocław     | Przystanek Pasibus    | 10 lutego 2015       |
| Wrocław     | Stacja Pasibus        | 19 stycznia 2016     |
| Wrocław     | Arkady Wrocławskie    | 24 sierpnia 2016     |
| Wrocław     | Pasaż Grunwaldzki     | 22 lutego 2017       |
| Wrocław     | Stacja Ruska          | 28 lutego 2017       |
| Wrocław     | Bielany Wrocławskie   | 11 kwietnia 2017     |
| Lubin       | Cuprum Arena          | 19 sierpnia 2017     |
| Wrocław     | Wroclavia             | 18 października 2017 |
| Warszawa    | Warszawa Złote Tarasy | 27 listopada 2017    |
| Łódź        | Łódź Manufaktura      | 4 maja 2018          |
| Katowice    | Galeria Katowicka     | 23 kwietnia 2018     |
| Wrocław     | Fashion Outlet        | 30 lipca 2018        |
| Poznań      | Posnania              | 21 września 2018     |
| Katowice    | Stary Dworzec         | 13 października 2018 |
| Warszawa    | Młociny               | 23 maja 2019         |
| Opole       | Solaris Center        | 21 czerwca 2019      |
| Olsztyn     | Galeria Warmińska     | 2 sierpnia 2019      |
| Katowice    | Silesia City Center   | 20 września 2019     |
| Wrocław     | Magnolia Park         | 23 listopada 2019    |
| Częstochowa | Galeria Jurajska      | 3 grudnia 2019       |
| Lublin      | Galeria Vivo          | 20 grudnia 2019      |
| Bydgoszcz   | Bydgoszcz Rynek       | 10 czerwca 2020      |
| Gdynia      | Gdynia Riviera        | 19 czerwca 2020      |
| Szczecin    | Galaxy Centrum        | 19 lipca 2020        |
| Kalisz      | Amber Kalisz          | 4 grudnia 2020       |
| Wrocław     | Ferio Gaj             | 5 lutego 2021        |
| Poznań      | Święty Marcin         | 7 maja 2022          |
| Warszawa    | Ogrody Ulricha        | 12 października 2022 |
| Kraków      | Bonarka               | 2 grudnia 2022       |
| Warszawa    | Hoża                  | 19 kwietnia 2024     |
| Poznań      | Galeria Avenida       | 17 maja 2024         |
| Bydgoszcz   | CH Focus              | 23 sierpnia 2024     |
| Łódź        | Łódź Piotrkowska      | 25 października 2024 |
| Gliwice     | CH Forum Gliwice      | 7 marca 2025         |
| Warszawa    | CH Promenada          | 25 kwietnia 2025     |

## Rozwój marki
W lutym 2019 r. doszło do podpisania umowy inwestycyjnej między spółkami Helios oraz Step Inside (należącymi do grupy Agora) z częścią wspólników spółki Food for Nation (będącej właścicielem firmy Pasibus). Dokument określa zasady współpracy i otwierania kolejnych punktów gastronomicznych, które będą prowadzone pod marką handlową Pasibus.
W ramach wyżej wskazanej umowy inwestycyjnej otwarto już kilka lokali i punktów gastronomicznych Pasibusa, m.in. w Częstochowie i Lublinie. Spółki nie wykluczają wejścia marki na rynki zagraniczne.